# Edgar Bright Wilson Jr.
Edgar Bright Wilson Jr., né le 18 décembre 1908 à Gallatin dans le Tennessee et décédé le 12 juin 1992, est un chercheur et professeur de chimie américain.
Il a reçu la National Medal of Science en 1976, deux Guggenheim Fellowship en 1949 et 1970 et de nombreux doctorats honoraires. Un de ses fils, Kenneth Geddes Wilson fut lauréat du prix Nobel de physique en 1982.

## Récompenses
- 1937 : ACS Award in Pure Chemistry
- 1979 : prix Willard-Gibbs